# 罗伯特·坎特利
罗伯特·坎特利（Robert Cantley）为保育专家，是Borneo Exotics公司的总经理。其在斯里兰卡拥有苗圃，专业从事于猪笼草原种和杂交种的组培苗和实生苗的栽培。罗伯特·坎特利发表了大量关于猪笼草属的论文。以他的名字命名的猪笼草包括，罗伯坎特利猪笼草（Nepenthes robcantleyi），自然杂交种坎特利猪笼草（N. × cantleyi），及栽培品种坎特利红猪笼草（N. 'Cantley's Red'）。

## Borneo Exotics

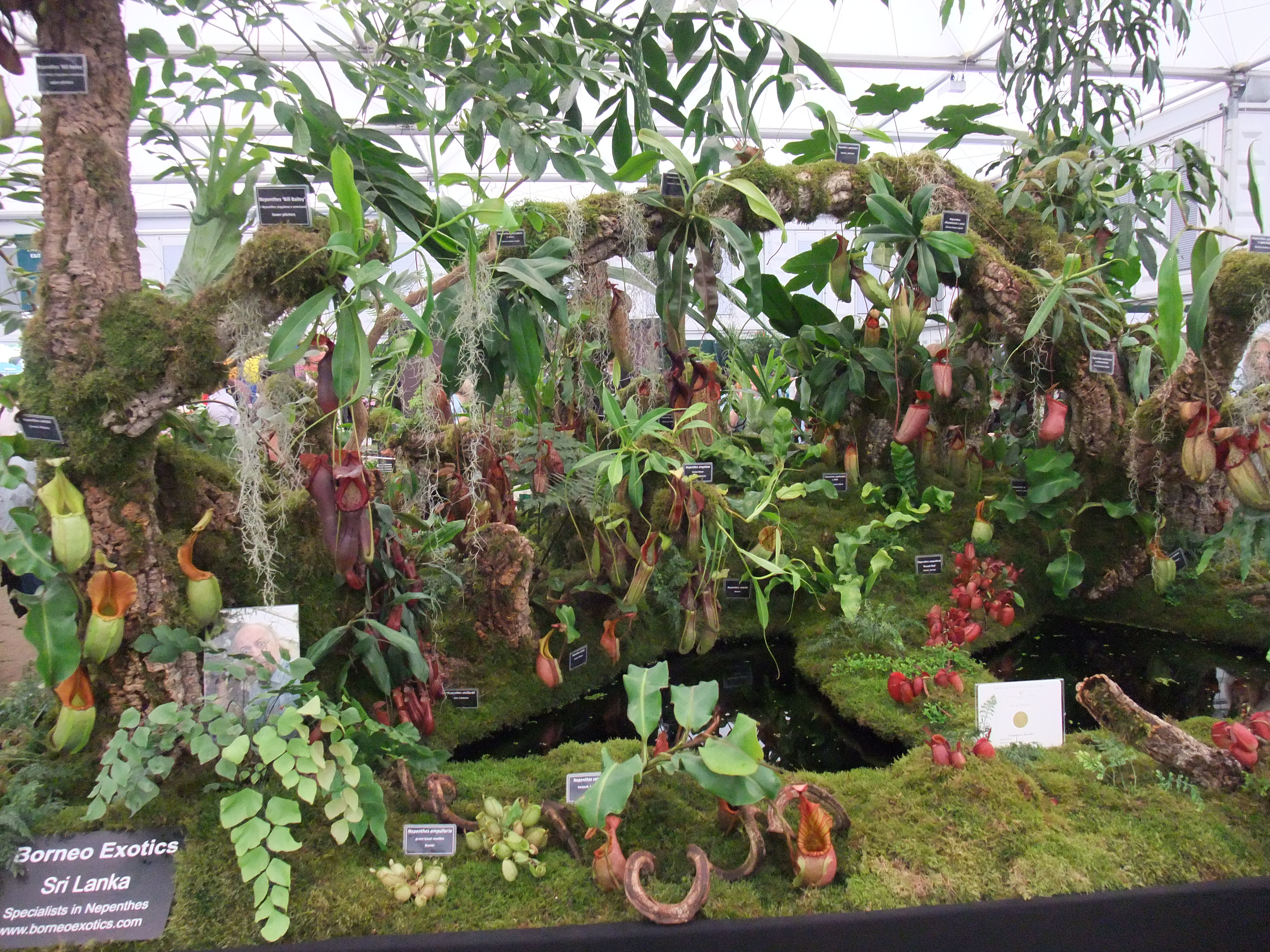
2011年切尔西花展金奖Borneo Exotics公司展示

1997年，罗伯特·坎特利和戴安娜·威廉（Diana Williams）创办了Borneo Exotics公司。截止至2009年，该公司的苗圃中栽培的猪笼草超过了130种，每年共生产约180000株。斯图尔特·麦克弗森的专著《旧大陆的猪笼草》中描述其为“世界上最重要的猪笼草专业生产商”。
Borneo Exotics的种植分布于两个地点：低地物种种植于Moragahahena，高地物种种植于林杜拉。该公司分别在2006年、2007年、2010年和2011年的切尔西花展上赢得了金奖。